# Tatarbunary
Tatarbunary (em ucraniano:  Татарбунари; em romeno:  Tatarbunar; em russo:  Татарбунары, em turco:  Tatarpınarı) é uma cidade da Ucrânia, situada no Oblast de Odessa. Tem 8,07 km² de área e sua população em 2020 foi estimada em 10.945 habitantes.